# 다랑쉬오름
다랑쉬오름(月郞岳)은 대한민국 제주특별자치도의 제주시에 있는 측화산이다. 구좌읍 송당리와 세화리에 걸쳐 있는 분화구는 원뿔 모양의 원형으로, 한라산 동부에 있는 측화산들을 대표하는 오름이다.
높이가 382.4m로 산세가 가지런하고 균형이 잡혀 있어 ‘오름의 여왕’이라 할 만큼 우아하다는 평가를 받는다.

## 유래
다랑쉬오름은 한라산 동쪽에 있는 오름 중 도드라지게 솟아 있어 제주도 동부를 대표하는 오름이다. 산세가 웅장하고 가지런하게 균형이 잡혀 있어 세간에서 ‘오름의 여왕’이라 부르는 것이 허황된 말이 아님을 실감할 수 있다.
원주민들은 이 오름을 일찍부터 ‘다랑쉬오름’으로 불렀다. ‘다랑쉬’라는 말은 한자가 아닌 순수한 제줏말로 첫째 음절은 ‘달’이다. ‘달’은 ‘다리’의 축음으로 넓은 들을 뜻하는 것이다. 둘째 음절 ‘안(內’)은 어떤 공간에 둘러싸인 속으로 가운데  쪽이다. 셋째음절 ‘쉬’는 소의 제줏말로 ‘쉐’가 ‘쉬’로 변화한 것이다. 이 세음절이 합쳐져 ‘달안쉬’가 되고 첫소리 ‘달’과 가운데 소리 ‘안’ 그리고 셋째 소리 ‘쉬’와 연음이 되면서 소리 나는 대로 표기하여 ‘다랑쉬’로 변했다.
‘달’의 원래 소리는 ‘다리’로 ‘들(野)’, ‘벵디(坪)’의 뜻을 갖고 있다. 제줏말에서는 ‘다리’의 한자차용 글자로는 ‘달(達)과 ‘교래(橋來), 평(坪)’ 등이 있다. 조천읍 교래리와 곱은달이(조천읍 선흘2리와 대흘2리 옛이름), 구좌읍 송당리에 걸쳐있는 다리손당, 표선면 가시리 달애비/따래비/따라비/달아비오름, 하천리 넓은 벌에 홀로 서있는 달산봉(達山峰), 종달/종다리, 윤달이오름/은다리오름에서와 같이 ‘달’, ‘다리’는 ‘넓은 벌판’을 뜻한다.
유명한 이형상 목사의 탐라순력도에 교래대렵(橋來大獵)의 ‘교래’는 조천읍 교래리만을 말하는 것이 아니라 보통명사 ‘다리’를 ‘교래(橋來)’라는 한자를 빌어 쓴 것이다. 교래대렵의 현장은 지금의 정석비행장 부근으로 검은오름(흑악 黑岳), 구두리(九斗里), 소록산(小鹿山), 대록산(大鹿山), 다라비악(多羅非岳), 판매동산(板埋同山), 여운영아리(如雲永我里)를 아우르는 넓은 들판을 수렵장소로 하고 있으며 ‘교래(橋來)’라는 넓은 벌판에서 큰 사냥을 했다는 뜻으로 ‘교래대렵(橋來大獵)’이라고 한 것이다. 이 그림은 오름에 숨어 있는 동물들을 넓은 들판으로 몰아서 사냥했다는 것으로 이해하는 것이 맞다.
문헌상으로 ‘다리’를 한자로 쓴 예를 보면 종달포(終達浦), 종달촌(終達村), 종달촌(宗達村)처럼 ‘다리’가 ‘달(達)’로 변화되었다.
‘다리’가 ‘평(坪)’으로 쓰인 예를 보면 다음과 같다.
제주삼읍전도(1872년 제작)에 종다리를 종목평(宗木坪)이라 쓰고 있다. 종목평(宗木坪)은 ‘종나무 들’을 이른다. 종나무는 제줏말이고 표준어로는 때죽나무를 말한다. 특이한 것은 ‘다리’를 ‘평(坪)’으로 쓰고 있어 ‘다리’가 공적인 지도에서 ‘평(坪)’으로 썼다는 것을 알 수 있다.
제주시 구좌읍 종달리 3780-1번지 부근 땅이름은 ‘너븐다리’라고 한다. 들판이 다른 들보다 유난히 넓어서 ‘너븐다리’라고 이름 붙인 것으로 보인다. 구좌읍 종달리 산 16번지에 있는 은월봉은 주민들이 윤다리오름이라고 한다. 지금 표지판에는 은다리오름으로 되어 있다. 이 오름은 민간에서 부르는 것과 달리 『신증동국여지승람(1530)』(정의현, 산천), 이원진의 『탐라지』등에 ‘민다리오름’이라는 뜻으로 ‘禿達岳(독달악)’이라 썼고, 「탐라지도(1709)」에서는 ‘안다리오름’이라는 뜻으로 ‘非卩達岳(아닐비+ㄴ+달+악=안달악/안다리오름)’, 「정의군지도(1872)」에 ‘능다리오름’이라는 뜻으로 ‘凌達岳(능달악)’, 일제강점기 지도에서는 ‘隱月峰(은월봉;은달이오름)’으로 표기하였다. 현재까지 민간에서 부르는 ‘윤다리오름’의 뜻은 윤노리나무가 많이 자라는 땅을 명명한 것으로 이해된다. 윤다리는 윤노리나무(윤노리낭/윤낭/牛鼻木;소코뚜레나무)이 많이 나는 들이라는 뜻이다. 표선면 세화리에 윤못이 있는데 이 윤못은 윤노리나무가 많이 자라는 곳에 있기 때문에 윤못 또는 윤낭못/윤남못이라고 한다. 그래서 윤다리오름은 ‘윤남이 많이 자라는 다리에 있는 오름’을 일컫는 것이다.
애월읍 봉성리 71-1번지 이달봉(利達峰)은 ‘이다리오름’이라고 하는데 이 오름도 ‘이다리’라는 넓은 들에 있기 때문이다. 보통 우리말 ‘다리’를 한자로 변환시킬 때는 ‘교래(橋來)’와 ‘달(達)’이라는 한자를 사용하는데 일제시대에 지명을 쓸 때에는 ‘다리’와 ‘달(達)’을 ‘월(月)’로 바꿔, 다랑쉬를 ‘월랑봉(月郞峰)’, 윤다리오름을 ‘은월봉(隱月峰)’으로 불렀다.
‘달(達)’은 ‘다리’로 연철되기도 하는데 주로 ‘들’이란 뜻으로 쓰인다. 대정읍 일과리 동네이름으로 ‘명달(明達)’은 옛날에는 ‘밝은다리’로 불리었다. 밝은다리는 ‘밝은 넓은 들’을 말한다. 또한 한경면 조수1리의 옛 이름은 ‘용선다리’ 혹은 ‘용산다리’인데 용이 서있었단 다리(넓은 들판)였기 때문으로 생각된다. 18세기 중반에는 용선달촌(龍先達村)으로 표기하였는데 ‘용선다리마을’의 한자 차용 표기이다. 종달을 의미하는 ‘종다리(종목평(宗木坪)’ 등은 ‘다리’를 ‘달(達)’로 쓴 예이고, 경기도 안양시 평촌동에 ‘달안이’라는 마을이 있는데 이 마을 이름은 ‘넓은 들 안쪽’에 있어서 ‘달안이’였다고 한다. 송당을 달리 부르는 ‘다리송당(교래송당(橋來松堂)’과 그 서쪽에 있는 조천읍 교래리(橋來里)와 탐라순력도의 교래대렵(橋來大獵)은 ‘다리’를 ‘교래((橋來)’로 표기하였다.
‘쉬’는 ‘소’의 방언으로 경상북도와 제주도에서 쓰는 말이다. ‘뫼(山)’가 ‘메’가 되었다가 다시 ‘미’가 되는 제주어 특성으로 보아 ‘소’의 제주어인 ‘쉐’가 ‘쉬’로 변화된 것을 쉽게 이해할 수 있다. ‘쉐파리’가 ‘쉬파리’로 되었으며,  ‘쉬파리’는 ‘소에 달라붙는 파리’를 말한다. ‘마쉬’는 ‘말과 소’를 일컫는 말이고, ‘우마를 기르는 것’을 ‘모쉬 고꾼다’고 한다. 말과 소가 병들지 말고 잘 자라 주기를 바라는 명절을 ‘쉬멩질’이라 하는데 여기에 쓰인 ‘쉬’가 ‘소’를 말한다.
제주도 동부지역인 구좌읍에서는 동물이름이 땅이름으로 쓰였다. 종다리(종달)를 기준으로 북쪽(子方)에 있는 지미(쥐미)오름은 쥐, 남쪽(午方)에 있는 말미(말뫼)오름은 말, 북북동쪽(丑方)에 있어서 소섬(牛島)은 소, 북북서쪽(亥方)에 있어서 돗여(지금의 하도리 토끼섬)는 돗(돼지)이 있고, 그 외에 비자림을 품은 돗오름은 돼지, 김녕 괴살메(괴살뫼/묘산봉)은 고양이, 용누니오름은 용, 김녕의 사굴(蛇窟)은 뱀, 다랑쉬(월랑봉)는 소가 쓰였다.
다랑쉬를 오름의 여왕이라고 하는데 그건 맞는 말이다. 다랑쉬는 ‘달(達)+안(內)+쉬(牛)=달안쉬(다랑쉬)’라는 글자의 합성어이다. 달아비오름과 종다리, 윤다리오름, 다리송당과 교래리 등 넓은 들로 둘러싸인 넓은 땅 인 ‘달(達)’ ‘안(內)’에 있는 ‘소’라는 뜻을 가진 ‘다랑쉬오름’은 말 그대로 제주도 동부지역의 대표적 오름으로 커다란 소가 당당히 서있는 형국이다. 다랑쉬오름은 결국 ‘넓은 들판 안에 있는 커다란 소’가 오름으로 화한 형상이다.

## 위치
산봉우리의 분화구가 마치 달처럼 둥글게 보인다 하여 다랑쉬(도랑쉬, 달랑쉬)라 부른다고 하며, 송당리 주민들은 "저 둥그런 굼부리에서 쟁반같은 보름달이 솟아오르는 달맞이는 송당리에서가 아니면 맛볼 수 없다."고 마을의 자랑거리로 여기기도 한다.
둘레 바깥 1,500m, 바닥 약 190m, 깊이 115m, 산 자체 높이의 반 이상이 패어있다(백록담과 같다.) 안쪽사면, 바깥사면 모두 가파르다. 남북으로 약간 긴 타원을 이루며 북쪽은 비교적 평평하고 그 한녘의 봉우리가 정상이다.
이 꼭대기가 조선때 이름난 효자 홍달한(성산 고성사람)이 올라와 국왕의 승하를 슬퍼해 마지 않았던 망곡(望哭)의 자리이다. 1720년 숙종임금이 돌아가시자 홍달한은 이곳에 올라와 설단분향, 수평선 너머 북녘 하늘을 바라보며 애곡했으며 삭망에도 반드시 올라와 분향하여 산상에서 밤을 지새웠다고 한다. 홍달한은 뒤에 충효의 이름아래 정려되었다고 한다.
오름 남쪽에는 다랑쉬마을이라는 마을이 있었으나 43사건 때 소개령에 따라 지금은 사라졌다. 1992년 4월 1일에 다랑쉬굴에서는 당시 희생된 구좌읍 하도리와 종달리 출신 주민의 인골 11구가 발견되었음이 보도되었는데(발견 자체는 1991년 12월 31일이고 공개는 4월 1일에 이루어졌다) 1948년 11월 18일에 제9연대 2대대에 의해 학살된 것으로 유골의 연령은 9세 아이에서 50대 여성까지 이르렀다. 다랑쉬굴은 입구가 양쪽으로 뚫려 있는 구조인데, 당시 토벌대는 처음에는 사람들이 숨은 입구에 수류탄을 던졌다가 사람들이 나오지 않자 잡초를 모아 불을 지피고 그것을 구멍에 밀어 넣어 연기로 질식사시켰다고 한다. 유골 발굴 직후 대한민국 노태우 행정부는 다랑쉬굴을 돌로 틀어막고 흙으로 덮어 봉쇄하였으며, 유골은 화장되었다.

## 배경
구좌읍는 제주특별자치도 제주시에서 가장 동쪽에 위치한 읍이다. 제주도의 동단에 위치하여 동북쪽이 남해에 면하고 서쪽은 조천읍 남동쪽은 서귀포시와 접하고 있다. 한라산에서 가장 멀리 뻗어 있고 정삼각형에 가까운 부채꼴 형태를 이루고 있다. 동북 해안선은 굴곡이 심하며 곳곳에 현무암의 암초가 발달하였다. 조선 시대 제주목의 좌면(左面)이었다가 1895년 부제(府制)를 실시하면서 제주부 제주군 구좌면이라 했다. 1915년 도제(島制)가 실시됨에 따라 구좌면은 전라남도 제주도 구좌면으로 행정구역이 변경되었다. 1946년 도제(道制)의 실시로 제주도 북제주군 구좌면이라 했다. 1980년 구좌읍으로 승격되었고, 2006년 제주특별자치도가 출범함에 따라 제주특별자치도 제주시 구좌읍이 되었다. 현재 김녕리 · 동복리 · 덕천리 등 12개의 법정리를 관할하고 있다.
산정부에는 크고 깊은 깔대기모양의 원형 분화구가 움푹 패어있는데, 이 화구의 바깥둘레는 약 1,500m에 가깝고 남·북으로 긴 타원을 이루며, 북쪽은 비교적 평탄하고, 화구의 깊이는 한라산 백록담의 깊이와 똑같은 115m라 한다. 대부분의 오름이 비대칭적인 경사를 가진데 비해 동심원적 등고선으로 가지런히 빨려진 원추체란 것이 흔하지 않은 형태이다. 화구바닥은 잡풀이 무성하게 자라고 있고 산정부 주변에는 듬성듬성 나무가 자리잡고 있으며, 각사면 기슭에는 삼나무가 조림되어 있고, 풀밭에는 시호꽃, 송장꽃, 섬잔대, 가재쑥부쟁이 등이 식생한다.

## 전해오는 이야기
다랑쉬오름은 한자명으로 대랑수악(大郞秀岳), 대랑봉(大郞峰), 월랑수산(月郞秀山), 월랑수(月郞岫) 등으로 표기되 왔으나, 지금은 월랑봉(月郞峰)으로 쓰여지고 있다. 학자들의 언어학적 해석은 위의 일반적인 해석과는 달라서 달(月)과는 아무런 상관이 없다고 한다. ‘달랑쉬’ 또는 ‘도랑쉬’는 부여·고구려어 ‘달수리’의 변화라고 한다.
‘달’은 높다·산·고귀하다 등의 뜻을 가졌고 ‘쉬’는 봉(峰)의 뜻을 가진 ‘수리’에서 ‘ㄹ’이 탈음되어 ‘수리, 수이, 쉬’로 변한 것으로 ‘높은 산봉우리’라는 뜻인 ‘달수리’란 원어가 ‘달쉬’로 준 것이 사이에 아무런 이유없이 ‘랑’이 닷붙여져서 ‘달랑쉬’가 되어 ‘다랑쉬, 도랑쉬’로 불리게 되었다고 설명하고 있다.
또한 제주산명에 많이 나타나는 ‘달·돌(아래아 돌임)은 높다 또는 산이라는 뜻의 고구려어 달(達)과 같은 계열의 말로서, 이들이 제주 지명에 허다하게 쓰여지고 있다는 것은 ‘달’어(語)를 사용했던 부족들이 오랜 옛적에 들어와 정착생활을 했었음을 말해주는 것이라는 견해를 내리고 있다.
한편 다랑쉬(도랑쉬)는 높은 봉우리라는 뜻이며, 원어 ‘달수리’의 변화된 형태로 남아있는 고구려어라는 이야기가 된다. 돌오름, 아진오름, 당오름, 높은오름, 거미오름(동검은이), 손지오름, 용눈이오름, 아끈다랑쉬, 윤드리오름 원형의 깔대기 모양을 갖춘 오름이다. 전해오는 전설로는 거신(巨神) ‘설문대할망’이 치마로 흙을 나르면서 한줌씩 집어 놓으며 간 것이 오뚝오뚝 수 많은 오름으로 자리잡게 된 것인데, 이곳에 있는 다랑쉬오름에 흙 한줌을 집어놓고 보니 너무 도드라져 있어 보여 주먹으로 탁 친 것이 패어져 생겼다고 한다. 신화와 전설이 풍성한 제주도다운 얘기이다.

## 같이 보기
- 당오름
- 아부오름
- 개오리오름